# Shriti Vadera
Shriti Vadera, Baronesa Vadera, PC (23 de junho de 1962) é uma banqueira de investimentos e uma política britânica.
Até setembro de 2009, foi ministra do Departamento de negócios, inovação e competência. Ela é presidente do Santander UK desde março de 2015.
Ela nasceu em Uganda em 1962 em uma família de origem indiana. Sua família possuía uma pequena plantação de chá mas fugiu para a Índia em 1972, após a expulsão dos asiáticos pelo governo ungandense, e depois para o Reino Unido. Ela frequentou o Northwood College antes de adquirir um diploma de Filosofia, política e economia em Somerville College, Oxford.
Em junho de 2007 enquanto primeira ministra, Gordon Brown a indicou como Subsecretária de Estado no Departamento de Desenvolvimento Internacional. Como Vadera não era membro das Casas do parlamento, ela ganhou um Par vitalício de Baronesa do Holland Park no Kensington e Chelsea em 11 de julho de 2007.
Depois de seis meses trabalhando no Ministério de Desenvolvimento Internacional, mudou-se para o Departamento de negócios, inovação e competência. Em 2008 tornou-se Secretária Parlamentar no Cabinet Office.
Em dezembro de 2010 Vadera foi indicada a diretora não-executiva da BHP Billiton e da AstraZeneca.
Em dezembro de 2014, tornou-se Chefe não-executiva do Santander UK, sucedendo Terence Burns.
Em 2016 Shriti Vadera foi escolhida como uma das 100 Mulheres (BBC).